# Onthophagus alternans
Onthophagus alternans là một loài bọ cánh cứng trong họ Bọ hung (Scarabaeidae).